# Sborník okresního archivu v Lounech
Sborník Okresního archivu v Lounech byl nerecenzovaný historický časopis, vycházející v letech 1985–2001.
Sborník vydával Okresní archiv v Lounech z prostředků Okresního národního výboru v Lounech a od roku 1991 Okresního úřadu v Lounech, což byli jeho zřizovatelé. Redaktorem byl Bohumír Roedl, obálky navrhoval Jiří Beran. Sborník se zaměřoval na studie týkající se archeologie a historie Lounska, Žatecka a Podbořanska. Přispívali do něj jak autoři místní, tak z historických institucí mimo region. V prvních letech vycházel nákladem 500 výtisků, postupně se snižoval až na 250 výtisků.

## Obsah jednotlivých ročníků
1985
- Tůma, Jiří, Úloha lounské župy při vytváření internacionální komunistické strany, s. 5–24.
- Roedl, Bohumír, Bibliografie článků k období 1938–1945 na lounském okrese, s. 25–27.
- Stejskalová, Radka, Sociální boje na Lounsku ve 30. letech, s. 28–36.
- Vaniš, Jaroslav, K otázce patrocinia děkanského kostela v Lounech, s. 37–42.
- Vanišová, Dagmar, Literáti latinského kůru v Lounech před rokem 1620, s. 43–48.
- Roedl, Bohumír – Horáčková, Petra, Povolání nových měšťanů v Žatci a Lounech před Bílou Horou, s. 49–52.
- Holodňák, Petr, Archeologický výzkum hradiště Výrov u Třeskonic v roce 1983, s. 53–63.

1988
- Holodňák, Petr, Osídlení středního Poohří v době laténské. Nástin stavu terénního a teoretického výzkumu, s. 3–16.
- Sommer, Jan, Gotický kostel ve Smolnici, s. 17–20.
- Vaniš, Jaroslav, Od lounského městského písaře Jana ze Žlutic k pánům Světeckým z Černčic, s. 21–30.
- Štauber, Bedřich, Dělové koule z lounského opevnění, s. 31–35.
- Fejtová, Olga, Ekonomická a sociální struktura lounských měšťanů v době předbělohorské, s. 36–58.
- Roedl, Bohumír, Praha v kronice Pavla Mikšovic, s. 59–66.
- Mareš, Karel, Války o dědictví rakouské a jejich odraz v životě poddaných konventního panství kláštera v Dolním Ročově, s. 67–78.
- Stejskalová, Radka, Vývoj politických stran v Lounech v 1. polovině 30. let, s. 79–86.

1990
- Bubeník, Josef, Slovanské osídlení středního Poohří a počátky Žatce, s. 1–5.
- Uhlíř, Zdeněk, Poutnictví v Lounech v době předhusitské, s. 6–13.
- Pařez, Jan, Lounská městská správa a její úředníci 1418–1442 v světle diplomatického materiálu lounské provenience, s. 14–30.
- Vaniš, Jaroslav, Mikuláš z Černčic, s. 31–41.
- Roedl, Bohumír, K historické topografii Žatce v 16. a počátkem 17. století, s. 42–58.
- Mareš, Karel, Zemědělství na Lounsku ve 2. polovině 50. let, s. 59–66.

1991
- Fejtová, Olga, Lounské měšťanské knihovny v době předbělohorské, s. 3–24.
- Adámek, Miroslav, Byl Filip Heger autorem fasády zámku v Peruci, s. 25–28.
- Zinnerová, Alena, Český chmelařský spolek a vývoj chmelařství v žatecké oblasti od roku 1894 do roku 1913, s. 29–46.
- Beran, Jiří, Josef Čáslavský a Obrana národa, s. 47–58.

1992
- Pařez, Jan, Lounská městská kancelář a její diplomatika 1418–1442, s. 3–34.
- Roedl, Bohumír, Stavební podnikání města Loun před Bílou Horou, s. 35–40.
- Roedl, Bohumír st., Misionář P. Vilhelm Illing ze Žatce, "conquistador druhé generace, s. 41–48.
- Vančura, Václav, Barokní oltáře kostela sv. Mikuláše v Lounech, s. 49–64.

1993
- Roedl, Bohumír (ed.), Smolné knihy města Loun, s. 3–108.

1995
- Pařez, Jan, Několik příspěvků k sociální struktuře Loun od poloviny 14. do počátku 17. století, s. 3–16.
- Mareš, Karel, Cesty vzniku knihovny augustiniánského kláštera v Dolním Ročově a zajímavější původní majitelé knih, s. 17–36.
- Mareš, Jan, Vydání při obnovování městské rady v Lounech na přelomu 16. a 17. století, s. 37–42.
- Úlovec, Jiří, Zaniklý hrad Křečov. Příspěvek k jeho dějinám a architektonické podobě, s. 43–64.
- Úlovec, Jiří, Příspěvek k dějinám a stavební podobě tvrze v Hlubanech, s. 65–86.

1997
- Vajcová, Radka, Lounský spolek Budeč do první světové války, s. 5–45.
- Nový, Petr, Arthur Breisky – život proti legendě, s. 46–68.
- Špecinger, Otakar, Hudebník a cestovatel Eduard Ingriš, s. 69–73.
- Pařez, Jan, Mapa Ohře v okolí Pátku z přelomu 17. a 18. století, s. 74–76.
- Tlustý, Jaromír, Dva dopisy Bohumila Houdy z Mexika z roku 1875, s. 77–96.

1999
- Pařez, Jan, Sekularizace a privatizace majetku lounských klášterů v husitských válkách, s. 5–10.
- Pařez, Jan, Zájmová sféra lounských měšťanů během husitských válek a sekularizace církevního majetku, s. 10–20.
- Roedl, Bohumír, Opevnění Loun do roku 1620 ve světle archivních pramenů, s. 21–73.
- Kuprová, Jana, Hudební život v Žatci mezi světovými válkami, s. 74–87.

2001
- Novák, Petr, Louny ve světle archeologických nálezů, s. 5–33.
- Hlaváček, Petr, Curriculum vitae domini Wieczemili († 1411), plebani ecclesiae beatae Mariae Virginis in Zacz. Poznámky k církevnímu životu v královském městě Žatci na přelomu 14. a 15. století, s. 34–47.
- Mareš, Jan, Vzestup a pád lounského měšťana Jeronýma Vandova, s. 48–71.
- Úlovec, Jiří, Tvrz a zámek ve Velemyšlevsi, s. 72–100.
- Roedl, Bohumír, Dodatky k Hošťálkům z Javořice a rodině Pavla Skály ze Zhoře, s. 101–122.
- Kuchařová, Hedvika, Třicetiletá válka Jana Tomáše Brisigella, s. 123–164.
- Mareš, Karel – Marešová, Květa, Vývoj populace obce Ročova v letech 1655–1800, s. 165–198.
- Mülerová, Radana, Franz Kafka a Siřem, s. 199–228.
- Kuprová, Jana, Žatecké divadlo v prvních letech po vzniku ČSR. Sonda do dějin německého divadelnictví v Čechách, s. 229–264.
- Kasík, Stanislav, Nové symboly měst a obcí okresu Louny v letech 1990–2000, s. 265–278.